# Soham Town Rangers Football Club
El Soham Town Rangers F.C. es un club de fútbol de Inglaterra, de la ciudad de Soham (Condado de Cambridgeshire). Fue fundado en 1947 y juega en la Isthmian League, grupo Division One North.

## Historia
El club se fundó en 1947 tras la unión del Soham Town y el Soham Rangers. El club comenzó jugando en la "Premier Division of the Cambrideshire League" (Premier Division de la Liga de Cambrideshire). Ya en 1956 fue trasladado a la Peterborough and District Football League, donde ganó la liga dos años después. Se mantuvieron en 1958-1959 e intentaron ser admitidos en la Eastern Counties Football League (la Liga de condados del este), pero su petición les fue denegada. En 1959-60 ganaron la liga por primera vez, repitiendo la hazaña en 1961-62. En 1963 vuelven a pedir su admisión a la Liga de condados del este y esta vez sí fueron aceptados. Ese mismo año se llevaron a cabo charlas con el Soham United para concluir una fusión, aunque no fructificó.
Después de que la ECL añadiese una segunda división en 1988, el Soham descendió en la temporada 1988-89. En la temporada 90/91 ganaron la Cambridgeshire Invitation Cup por primera vez al vencer por 4-1 al March Town United F.C.. En la temporada 1992/93 terminó en segundo lugar en la Division One y ascendieron de nuevo a la Premier División. De nuevo en la temporada 1997/98 ganaron la Cambridgeshire Invitation Cup, hazaña que repitieron la siguiente temporada y en la campaña 2005/06. En la temporada 2000/01 ganaron la Millennium Trophy winners. Ya en la temporada 2007/08 ganaron su primera ECL al derrotar en la última jornada al Needham Market F.C. por un contundente 4-0.

## Estadio
El estadio Julius Martin Lane tiene una capacidad para 2000 espectadores de las cuales son plazas cubiertas 1200 y con 250 asientos. El récord de asistencia (3000 espectadores) se registró en un partido contra el Pegasus A.F.C. en un partido de 1963 correspondiente a la FA Amateur Cup.

## Palmarés
- Eastern Counties League: 2007/08
- Millennium Trophy: 2000/01
- Peterborough & District League: 1959/60, 1961/62
- Cambridgeshire Invitation Cup: 1990/91, 1997/98, 1998/99, 2005/06
- Cambridgeshire Challenge Cup: 1957/58